# Daniela Cicarelli
Daniela Cicarelli (ur. 6 listopada 1978 w Belo Horizonte) – brazylijska modelka i prezenterka telewizyjna.
Od 12. roku życia pracuje jako modelka, w wieku 14 lat wygrała konkurs organizowany przez Elite Model Management, to okazało się przepustką do światowych stolic mody. W drugiej połowie lat 90. podpisała kontrakty z agencjami w Nowym Jorku, Barcelonie i Monachium, jednak popularność zdobyła tylko w Brazylii i Hiszpanii. Przede wszystkim pracowała dla brazylijskich domów mody (Cía Maritima, Gloria Coelho, Tereza Santos) i odbywała sesje zdjęciowe dla brazylijskiego wydania Marie Claire i hiszpańskiej edycji Vogue. W 2001 roku wystąpiła w brazylijskiej reklamie "Pepsi", dzięki czemu zyskała sporą popularność w ojczyźnie. W 2003 roku podjęła współpracę z MTV Brasil. W latach 2004–2005 była związana z brazylijskim piłkarzem Ronaldo. Ich związek trwał zaledwie 86 dni. Obydwoje zaprzeczali jakoby podpisali kontrakt przedmałżeński; jednak media informowały, że w efekcie niedotrzymania umowy przez piłkarza Daniela Cicarelli miała otrzymać ponad 14 milionów reali (około 4 miliony dolarów).
17 września 2006 roku hiszpańska telewizja Telecinco wyemitowała film, na którym przedstawiono Cicarellę i jej partnera, bankiera Renata Malzoniego, uprawiających seks na plaży. Nagranie zostało ocenzurowane, jednak następnego dnia już w pełnej wersji zostało zamieszczone na serwisie YouTube. Tego samego dnia film został skasowany, ale w tym czasie był już dostępny na licznych stronach internetowych. 27 września 2006 roku na wniosek modelki i jej partnera Sąd Najwyższy w São Paulo nakazał usunięcie filmu z serwisów YouTube, Globo.com i IG. Mimo że YouTube dostosował się do nakazu, nagranie z udziałem Cicarelli znalazło się nie tylko na tym serwisie pod innymi nazwami, ale również na innych stronach internetowych. Pracownicy YouTube nie nadążali z usuwaniem kolejnych kopii filmu. W grudniu 2006 Daniela Cicarelli zaskarżyła YouTube, domagając się 116 tysięcy dolarów odszkodowania za każdy dzień, w którym nagranie było dostępne w tym serwisie oraz jego zamknięcia do czasu usunięcia kontrowersyjnego filmu. 4 stycznia 2007 roku brazylijski sąd nakazał zamknięcie serwisu, dopóki pracownicy YouTube nie znajdą rozwiązania problemu oraz zagroził karą w wysokości 119 tysięcy dolarów za każdy dzień zwłoki. Wyrok podzielił ekspertów; wskazywano na to, że serwery YouTube znajdują się w Stanach Zjednoczonych, więc znajduje się poza jurysdykcją brazylijskich sądów. Jednak brazylijscy dostawcy internetu, na czele z Brasil Telecom i Telefonicą, zablokowali użytkownikom dostęp do sieci YouTube.
W odpowiedzi brazylijscy użytkownicy YouTube założyli stronę internetową, nawołującą do bojkotu Cicarelli, MTV (stacji, gdzie pracowała) oraz wszystkich reklamowanych przez modelkę produktów. MTV otrzymała 8 tysięcy e-maili z protestami.
W czerwcu 2007 roku brazylijski Sąd Najwyższy orzekł na korzyść YouTube oraz Globo Comunicações e Participações i Internet Group do Brasil (iG), odrzucając skargę modelki i bankiera. W uzasadnieniu sędzia Gustavo Santini Teodoro wskazywał, że para uprawiała seks w miejscu publicznym, więc nie przysługiwała jej ochrona prawna prywatności. Nakazał także Cicarelli i jej partnerowi opłacenie kosztów postępowania.